# Еремеевка (Саратовский район)
Еремеевка — село в Саратовском районе Саратовской области России. С 1 января 2022 года входит в состав городского округа Саратова. Из истории села мало что известно, однако на карте Саратовской губернии Российской Империи 1870 года оно уже присутствует. Таким образом, можно предположить что селу уже порядка более 155 лет.[2]

## География
Расположено на юге Саратовского района, по обе стороны Саратовской кольцевой автодороги, на берегах реки Латрык, в 9 километрах от административного центра — посёлка Тепличного — и в 6 километрах от областного центра — города Саратова, с которым связано автобусным сообщением. В селе расположено пять улиц: Заречная, Ивовая, Степная, Полтавская, Зелёная. Также к территории населённого пункта относится территория садоводческого некоммерческого товарищества Сиданко.
В Еремеевке работают автозаправочные станции, придорожные кафе и гостиницы, станции технического обслуживания. В границах населённого пункта расположены несколько водоёмов (прудов).
Село Еремеевка, как и вся Саратовская область, находится в часовой зоне МСК+1. Смещение применяемого времени относительно UTC составляет +4:00.

## Население
| 2010 | 2019 |
| ---- | ---- |
| 29   | ↗42  |

На 2019 год в селе проживало 42 человека, насчитывалось 19 дворов.